# Meriden (Connecticut)
Meriden is een plaats (city) in de Amerikaanse staat Connecticut, en valt bestuurlijk gezien onder New Haven County.

## Demografie
Bij de volkstelling in 2000 werd het aantal inwoners vastgesteld op 58.244.
In 2006 is het aantal inwoners door het United States Census Bureau geschat op 59.439, een stijging van 1195 (2.1%).

## Geografie
Volgens het United States Census Bureau beslaat de plaats een oppervlakte van
62,5 km², waarvan 61,5 km² land en 1,0 km² water. Meriden ligt op ongeveer 75 m boven zeeniveau.

## Plaatsen in de nabije omgeving
De onderstaande figuur toont nabijgelegen 'incorporated' en 'census-designated' plaatsen in een straal van 16 km rond Meriden.